# Zorka (Vorname)
Zorka ist ein weiblicher Vorname.

## Herkunft und Bedeutung
Der Name wird vor allem im Tschechischen, Slowakischen, Kroatischen, Serbischen, Slowenischen, Bulgarischen und Mazedonischen verwendet und ist eine Verkleinerungsform von Zora.

## Varianten
- Zorica (kroatisch, serbisch, mazedonisch)

## Bekannte Namensträgerinnen
- Zorka von Montenegro (1864–1890), Mitglied des Hauses Petrović-Njegoš und durch Heirat Kronprinzessin von Serbien